# Synagoge (Grosbliederstroff)

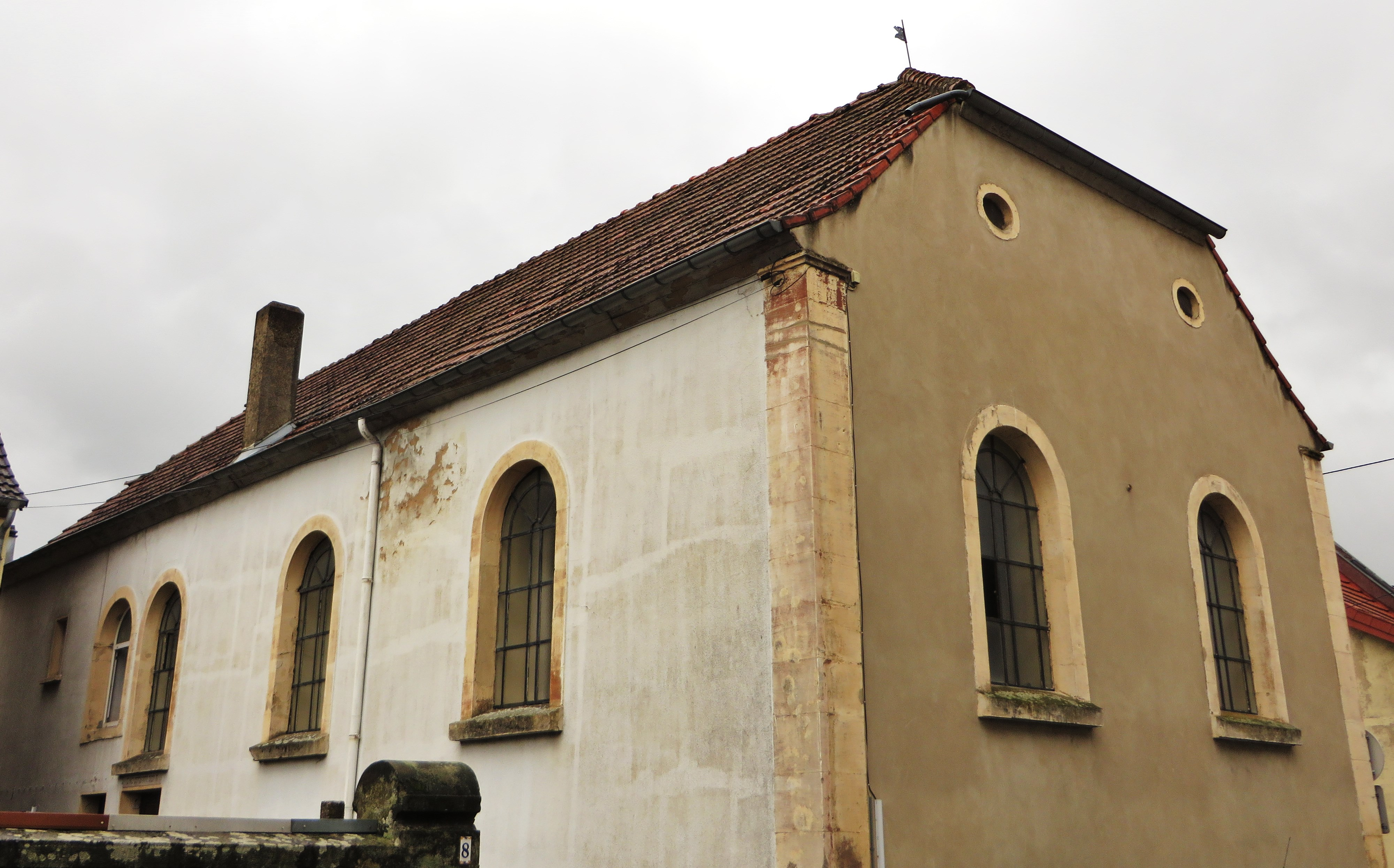
Synagoge in Grosbliederstroff

Die Synagoge in Grosbliederstroff, einer Gemeinde im Département Moselle in der französischen Region Lothringen, wurde 1835 errichtet. Die Synagoge befindet sich in der Rue des Fermes.

## Geschichte
Die Synagoge wurde 1944/45 von Artillerietreffern schwer beschädigt und musste deshalb nach 1945 komplett renoviert werden. Dabei wurden wesentliche Änderungen vorgenommen, so wurde z. B. der Innenraum auf ein Drittel der Fläche verkleinert und der gewonnene Raum für den Bau einer Wohnung genutzt.
Auf dem Türsturz befindet sich eine marmorne Tafel mit der hebräischen Inschrift: Hier ist das Tor des Ewigen, die Gerechten werden es durchschreiten (Psalm 118, 20).